# Mannequin (1937)
Mannequin (bra: Manequim) é um filme estadunidense de 1937, do gênero drama romântico, dirigido por Frank Borzage, e estrelado por Joan Crawford e Spencer Tracy na primeira e única vez que atuaram juntos. O roteiro de Lawrence Hazard e do próprio Borzage foi baseado em uma história de Katharine Brush.
A trama retrata a história de uma jovem trabalhadora que procura melhorar sua vida casando-se com o namorado, apenas para descobrir que ele não é o pretendente ideal.

## Sinopse
Jessie Cassidy (Joan Crawford) deseja ardentemente escapar do cortiço em que vive. Ela decide, então, casar-se com Eddie Miller (Alan Curtis), seu namorado de infância, que hoje se dedica a uma série de negócios escusos. Outro conhecido dos velhos tempos e que cavou seu caminho para a fama e fortuna, porém honestamente, é John L. Hennessey (Spencer Tracy). Cheio de dívidas, Eddie pede para Jessie divorciar-se dele e casar-se com John, para depois divorciar-se do rapaz rico e voltar para ele com todo o dinheiro e bens materiais que ela conseguir. Relutantemente, Jessie aceita o plano. Tudo caminha bem até que a moça se apaixona por John e acaba traindo seu parceiro. Com seu orgulho ferido, Eddie chantageia Jessie e ameaça contar a John todo o esquema.

## Elenco
- Joan Crawford como Jessie Cassidy
- Spencer Tracy como John L. Hennessey
- Alan Curtis como Eddie Miller
- Ralph Morgan como Briggs
- Mary Philips como Beryl Lee
- Oscar O'Shea como "Pa" Cassidy
- Elisabeth Risdon como "Ma" Cassidy
- Leo Gorcey como Clifford Cassidy

Não-creditados
- George Chandler como "Swing" Magoo
- Bert Roach como Sr. Schwartz
- Marie Blake como Sra. Schwartz
- Matt McHugh como Mike
- Paul Fix como Smooch Hanrahan
- Helen Troy como Bubbles Adair
- Donald Kirke como Dave McIntyre
- Phillip Terry como Homem na Porta do Palco

## Produção
Frank Borzage co-escreveu o roteiro com Lawrence Hazard, e os títulos de produção do filme foram "Marry for Money", "Three Rooms in Heaven", "Class", "Shop Girl" e "Saint or Sinner".
Mickey Rooney foi originalmente escalado para fazer o papel de Clifford Cassidy, mas foi incapaz de fazê-lo por causa de sua contrato já assinado para estrelar o filme "Thoroughbreds Don't Cry" (1937), também da Metro-Goldwyn-Mayer. Com isso, Leo Gorcey o substituiu.
Phillip Terry, que desempenhou um papel menor no filme, foi casado com Crawford de 1942 a 1946. Este foi o único filme em que eles apareceram juntos.

## Recepção
Frank S. Nugent, em sua crítica para o jornal The New York Times, comentou: "Mannequin ... restaura a Srta. Joan Crawford ao seu trono como rainha das meninas trabalhadoras ... A Srta. Crawford, diga-se, enfrenta essas várias emergências dramáticas da melhor maneira, que, como você sabe, é terna, forte, heróica e majestosa".
Segundo o crítico e historiador de cinema Ken Wlaschin, este é um dos dez melhores filmes de Joan Crawford.

### Bilheteria
De acordo com os registros da Metro-Goldwyn-Mayer, o filme arrecadou US$ 1.066.000 nacionalmente e US$ 568.000 no exterior, totalizando US$ 1.634.000 mundialmente. O retorno lucrativo da produção foi de US$ 475.000.

## Prêmios e indicações
| Ano  | Cerimônia | Categoria              | Indicado                                                     | Resultado | Ref.          |
| ---- | --------- | ---------------------- | ------------------------------------------------------------ | --------- | ------------- |
| 1939 | Oscar     | Melhor canção original | Edward Ward, Chet Forrest & Bob Wright ("Always and Always") | Indicado  | [ 10 ] [ 11 ] |